# Малинальшочи
Малинальшочи, Малинальшочитль (исп. Malinalxochi; аст. Malīnalxōchitl, [ma.liː.nal.'xoː.ʧitɬ]) — в мифологии ацтеков сестра Уицилопочтли; волшебница, имеющая власть над скорпионами, змеями и другими жалящими и кусающими обитателями пустынь.
Была брошена Уицилопчтли во время сна по дороге из Ацтлана в Теночтитлан и основала Малиналько (по другим данным вышла замуж за правителя Малиналько и родила от него сына). Её сын безуспешно попытался отомстить Уицилопчтли.